# Constantijn IV
Constantijn IV (Grieks: Κωνσταντίνος Δ', Kōnstantinos IV) (652–685) was van 668 tot 685 keizer van Byzantium.

## Leven
Na de moord op zijn vader Constans II probeerde ene Mizizios keizer te worden, maar dit werd verhinderd door de trouwe Exarch van Ravenna en Afrika. Daardoor kon de jonge kroonprins als Constantijn IV de troon bestijgen.

## Oorlogen

### Tegen de Arabieren
Zijn regering zou een ommekeer ten goede betekenen voor Byzantium. Het grootste probleem was de Arabieren die al vanaf 663 in Klein-Azië huishielden en de bevolking in slavernij wegvoerden. Zij bezaten ook Cyprus, Rodos en Kos. Kalief Muawija veroverde nu zelfs Chios en het Cyzicus schiereiland niet ver van de hoofdstad en in 672 nam hij Smyrna in.

#### Beleg van Constantinopel (674-678)
In 674 verscheen zijn vloot voor de hoofdstad zelf. De strijd duurde tot 678 maar toen moesten de moslims onverrichter zake en met flinke verliezen de aftocht blazen. Een belangrijke rol daarin werd gespeeld door een uitvinding van Callinicus, het Griekse vuur. Ook te land verloren de Arabieren en de Kalief moest een ongunstige vrede sluiten.
Dit was een klinkende overwinning voor Byzantium die internationaal grote indruk maakte: de islam kon dus toch verslagen worden. Van heinde en ver kwamen de gelukwensen, onder andere van de Khan van de Avaren. De stamhoofden van de Slaven op de Balkan kwamen zelfs Constantijn de eed van trouw afleggen.

### Tegen de Bulgaren
Toch dreigde er spoedig gevaar uit het noorden. Na het ineenstorten van het Eerste Rijk der Göktürken kwamen de Khazaren aan de macht, die op hun beurt een andere  Turkse stam, de Onogur-Bulgaren naar het Westen verdreven. Op hun beurt verdreven zij de Avaren. Een deel van de Bulgaren hadden zich onder Asparuch aan de benedenloop van de Donau gevestigd en een nieuw rijk gesticht. Het Eerste Bulgaarse Rijk. Hoewel zij zelf een andere taal spraken, waren hun meeste onderdanen daar Slaven en zo ontstond allengs een Zuid Slavisch Bulgaars rijk. In 680 leed Constantijn verlies tegen hen en moest hij het bestaan van een onafhankelijk rijk in de voormalige provincie Moesia erkennen. Op zich verloor hij daarmee niet zo veel gebied, want er woonden al lang Slavische stammen, maar Byzantium had er zo wel een lastige buur bij gekregen.

## Religieuze politiek
Constantijn probeerde ook op kerkelijk vlak wat orde te brengen door het zesde oecumenische concilie in Constantinopel bijeen te roepen. Daar werd het monotheletisme van Heraclius ten grave gedragen. Het stond van toen af vast dat er in Jezus niet alleen twee naturen en twee energieën maar ook twee willen aanwezig waren. De Patriarchen Sergius en Pyrrhus, alsmede Paus Honorius I werden in de ban gedaan. Ze zouden "voor hun ketterij in de hel branden".

## Opvolging
Kort nadien was er een familieruzie. Constantijn zette zijn broers Heraclius en Tiberius die aanspraak maakten op het medekeizerschap aan de kant. Hij sneed hun de neus af om hun het regeren voorgoed onmogelijk te maken. Deze wrede daad van een keizer, die door de kerk bewierookt werd als de van God gezonden vernietiger van alle ketterij, legde de grondslag voor de grotere stabiliteit van de Byzantijnse monarchie na hem. Constantijn stierf nog vrij jong (33), maar liet de troon heel wat steviger na aan zijn zoon Justinianus II dan hij hem zelf geërfd had.